# 1386
Пізнє Середньовіччя •  Відродження •  Реконкіста •  Ганза •  Столітня війна •  Велика схизма •  Монгольська імперія

## Геополітична ситуація
Державу османських турків очолює султан Мурад I (до 1389). Імператором Візантії є Іоанн V Палеолог (до 1391). Вацлав IV є королем Богемії та Німеччини. У Франції править Карл VI Божевільний (до 1422).
Апеннінський півострів розділений: північ належить Священній Римській імперії, середню частину займає Папська область, південь належить Неаполітанському королівству. Деякі міста півночі: Венеція, Піза, Генуя тощо, мають статус міст-республік. Триває боротьба гвельфів та гібелінів.
Майже весь Піренейський півострів займають християнські Кастилія і Леон, де править Хуан I (до 1390), Арагонське королівство та Португалія, де почав правити Жуан I Великий (до 1433). Під владою маврів залишилися тільки землі на самому півдні.
Річард II править в Англії (до 1400). Королем Швеції є Альбрехт Мекленбурзький (до 1389), королем Данії, Норвегії та титулярно Швеції — Олаф IV. В Угорщині на трон повернулася Марія Угорська (до 1395). Королем Польщі
став Владислав II Ягайло (до 1434).
Руські землі перебувають під владою Золотої Орди. Триває війна за галицько-волинську спадщину між Польщею та Литвою.
У Києві княжить Володимир Ольгердович (до 1394). Володимирське князівство очолює московський князь Дмитро Донський.
Монгольська імперія займає більшу частину Азії, але вона розділена на окремі улуси. На заході євразійських степів править Золота Орда. У Семиріччі владу утримує емір Тамерлан. Іран роздроблений, окремі області в ньому контролюють родини як монгольського, так і перського походження.
У Єгипті владу утримують мамлюки, а Мариніди у Магрибі. У Китаї править династії Мін. Делійський султанат є наймогутнішою державою Індії. В Японії триває період Муроматі.
Цивілізація майя переживає посткласичний період. У долині Мехіко склалася цивілізація ацтеків. Почала зароджуватися цивілізація інків.

## Події

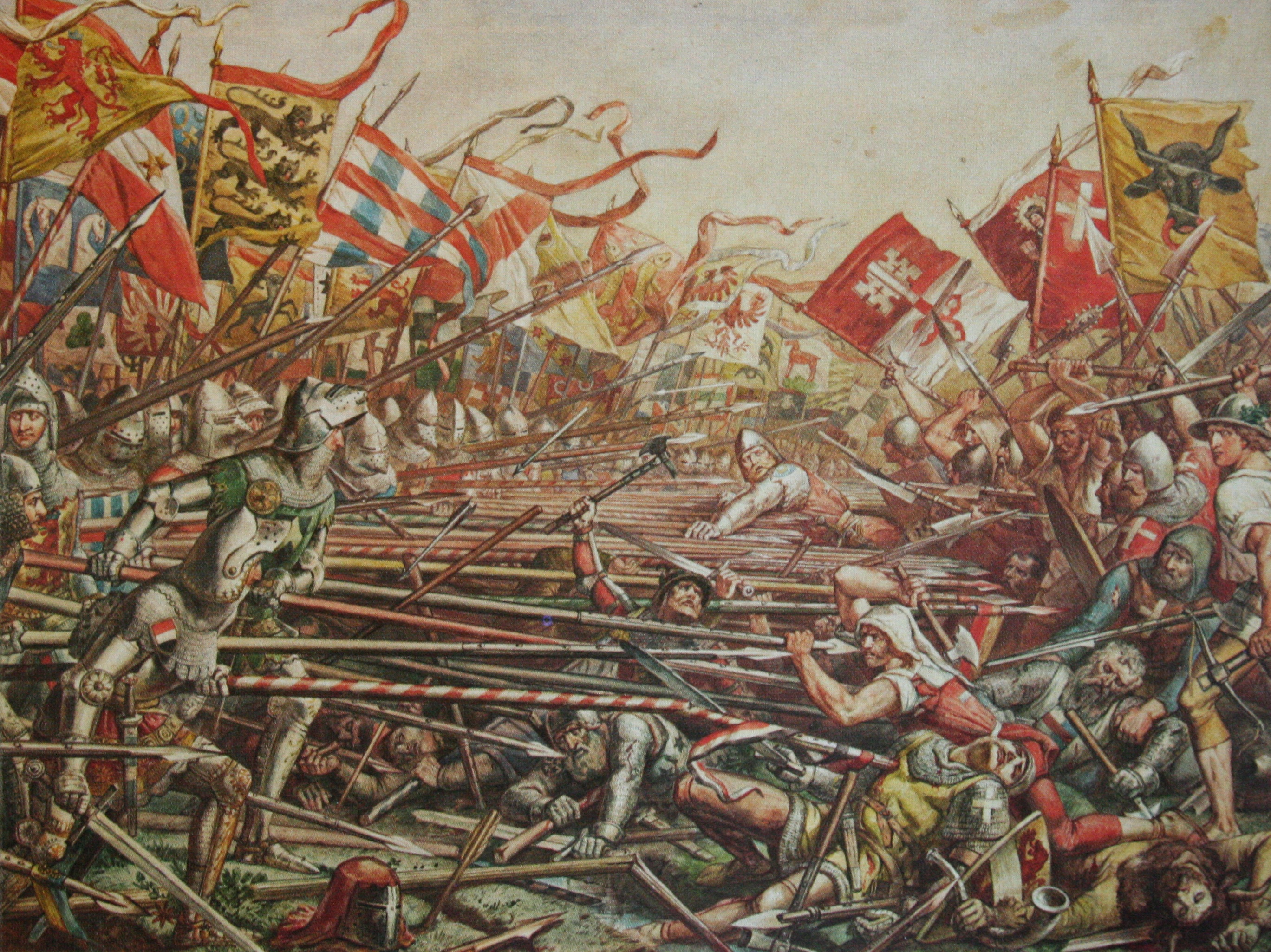
Битва при Земпасі. Акварель Карла Жослена, 1889

- 17 лютого відбувся шлюб Великого князя литовського Воладислава Ягайла з 12-літньою Ядвіґою, дочкою Людовика I Великого (Угорського), що завершив оформлення польсько-литовської унії, договір про яку був підписаний у Креві (Кревська унія 1385 року).
- 9 липня у битві при Земпасі війська Швейцарської конфедерації завдали вирішальної поразки австрійській армії.
- Єлізавета Боснійська, мати Марії Угорської, організувала вбивство Карла III Неаполітанського. Марія повернулася на трон Угорщини.
  - Королем Неаполя став Владислав, син Карла III.
  - В Ахейському князівстві розпочався період безладдя.
- Англієць Джон Гонт спробував скинути з трону Кастилії короля Хуана I, однак зазнав невдачі. Сторони примирилися й вирішили подружити своїх дітей.
- Господарем Волощини став Мірча I Старий.
- Засновано Гейдельберзький університет.
- Турецькі війська Мурада I взяли Ніш.
- Тамерлан взяв Тбілісі. Цар Грузії Баграт V потрапив у полон.

## Народились
- 12 березня — Асікаґа Йосімоті, 4-й сьоґун сьоґунату Муроматі.

## Померли
- 9 липня — У битві при Земпасі загинув австрійський полководець, герцог Тироля Леопольд III Габсбург.